# John Kirkby (Bischof, Carlisle)
John Kirkby († 23. November 1352) war ein englischer Geistlicher. Ab 1332 war er Bischof von Carlisle.

## Aufstieg zum Bischof
John Kirkby stammte vermutlich aus dem nordwestlichen England. Über seine Jugend und Ausbildung ist nichts bekannt. Er wird erstmals 1312 als Kanoniker des Augustinerpriorats von Carlisle erwähnt. Am 23. März 1314 wurde er zum Priester geweiht. Vermutlich 1325, spätestens 1330 wurde er zum Prior von Carlisle gewählt. Als Prior wurde er in einen heftigen Streit mit Bischof John Ross verwickelt, während dessen er und die Kanoniker des Kathedralkapitels exkommuniziert wurden. Nach dem Tod von Ross 1332 wurde Kirkby zum neuen Bischof der Diözese Carlisle gewählt. Am 18. Mai erhielt er die königliche Zustimmung zur Wahl, und auch Erzbischof Melton von York bestätigte die Wahl am 2. Juli. Eine Woche darauf erhielt Kirkby die Temporalien der Diözese, und am 19. Juli wurde er von Melton zum Bischof geweiht. Für die Diözese Carlisle hatten sich die Päpste die Ernennung der Bischöfe vorbehalten, doch Papst Johannes XXII. bestätigte am 4. Dezember 1333 Kirkby als Bischof. Bereits am 9. Oktober 1333 hatte Kirkby die von seinem Vorgänger verhängten Kirchenstrafen aufgehoben und alle Rechte des Kathedralpriorats bestätigt.

## Teilnahme an den Kämpfen gegen Schottland
Aufgrund der grenznahen Lage von Carlisle wurde Kirkby eng in den anhaltenden Krieg mit Schottland verwickelt. Möglicherweise begleitete er sogar im März 1333 Sir Anthony Lucy bei einem Überfall auf die westlichen Scottish Marches, und zusammen mit Lucy stritt er in der Folge mit Ranulf Dacre, Sheriff von Cumberland, wer das Lösegeld von zwei schottischen Gefangenen erhalten durfte. Am 12. Juni 1334 bezeugte Kirkby die Huldigung von Edward Balliol, die dieser als schottischer König dem englischen König Eduard III. in Newcastle leistete. Mit 40 men-at-arms nahm er im Juli 1335 am Feldzug von Eduard III. von Carlisle aus gegen Schottland teil. Für den Feldzug von 1337 hatte er sich verpflichtet, im Gefolge von Thomas de Beauchamp, 11. Earl of Warwick zu kämpfen. Dabei nahm er im September an Angriffen auf Teviotdale, Moffatdale und Nithsdale teil. Anschließend versuchten sie erfolglos, eine schottische Streitmacht zu stellen, die Redesdale und Coquetdale überfallen hatte. Kirkby nahm, obwohl er Geistlicher war, aktiv an den Kämpfen teil und war deshalb bei den Schotten äußerst verhasst. Als diese im Oktober 1337 in Cumberland einfielen, zerstörten sie besonders Kirkbys Gut von Rose. Im November 1337 gehörte Kirkby einer Armee an, die Edinburgh Castle entsetzte. Weil er jedoch nur wenige Soldaten aufbieten konnte und um die Schotten nicht zusätzlich gegen ihn aufzubringen, nahm er an dem weiteren Feldzug nach Schottland nicht teil. Im Frühjahr 1338 bat Kirkby den König um das Amt des Verwalters von Carlisle Castle, das ihm im Juni 1339 gewährt wurde. Er behielt es mit Unterbrechungen bis 1345. Durch dieses Amt erhielt er zusätzliche Einkünfte und Soldaten, war aber verpflichtet, Edward Balliol mit Soldaten zu unterstützen. 1343 sollte er die Einhaltung eines Waffenstillstands mit Schottland überwachen. Um Ostern 1345 wehrte er zusammen mit Sir Thomas Lucy und Sir Robert Ogle einen schottischen Einfall unter Sir William Douglas ab. Dabei wurde in einem Gefecht sein Pferd getötet und er wäre fast in schottische Gefangenschaft geraten, doch letztlich wurden die Schotten in die Flucht geschlagen. Im März 1346 wurde er zum Verteidiger der westlichen Scottish Marches ernannt. Ob er jedoch am 17. Oktober 1346 an der Schlacht von Neville’s Cross teilgenommen hatte, ist umstritten. 

## Weitere Tätigkeit als Bischof
Kirkby nahm Anfang der 1340er Jahre an mehreren Parlamenten in Westminster teil, doch sonst lebte er offenbar meistens im Gebiet seiner Diözese. In seiner Diözese führte er mindestens zwei Visitationen durch, und für die ihm unterstellten Geistlichen erließ er zahlreiche Anordnungen. Kirkbys Visitation von 1338 führte mit mehreren Klöstern zu heftigen Streitigkeiten über deren Ämter- und Pfründenbesetzungsrechte. 1347 entschied ein Gericht einen Streit Kirkbys mit den Testamentsvollstreckern seines Vorgängers Ross zu Gunsten von Kirkby, der darauf bestanden hatte, dass die Ausstattung einer bischöflichen Kapelle nicht den Erben des Bischofs, sondern der Diözese gehörte. Auch mit dem Archidiakon von Carlisle war Kirkby in einen langwierigen Streit verwickelt. Die Streitigkeiten entstanden, weil Kirkby vermutlich versuchte, Rechte und Besitzungen der Bischöfe zurückzufordern, die während der Amtszeit seiner beiden Vorgänger Halton und Ross verlorengegangen waren. Sie führten aber dazu, dass Kirkby in Carlisle offenbar sehr unbeliebt war. Bereits 1333 und 1337 war es zu Angriffen auf ihn und sein Gefolge gekommen. Am 31. Juli 1345 kam es zu einem gewaltsamen Zwischenfall zwischen den Bürgern von Carlisle und der Burgbesatzung. Dabei gingen die Soldaten, anscheinend mit Billigung von Kirkby, bewaffnet gegen die Bürger vor. Vier Bürger, darunter ein städtischer Vogt, wurden getötet. Daraufhin wurde Kirkby die Verwaltung von Carlisle Castle wieder entzogen.
Anfang 1348 sollte Kirkby die Königstochter Johanna zu ihrer Heirat mit dem künftigen König Peter I. von Kastilien nach Spanien geleiten, doch die Braut starb im September 1348 in Bordeaux an der Pest. Vermutlich vor April 1349 war Kirkby zurück in seiner Diözese, als er von Erzbischof William Zouche von York Anweisungen erhielt, wie die Geistlichen sich angesichts des Schwarzen Tods verhalten sollten. Kirkbys eigenes Urkundenregister enthält jedoch dem 2. Juni 1347 keine Einträge mehr, und über seine letzten Jahre ist nichts bekannt.  